# Villey-sur-Tille
Villey-sur-Tille [vijɛ syʁ tij] ist ein Dorf und eine Gemeinde mit 261 Einwohnern (Stand 1. Januar 2022) im französischen Département Côte-d’Or in der Region Bourgogne-Franche-Comté. Die Gemeinde gehört zum Arrondissement Dijon und zum Kanton Is-sur-Tille.
Villey-sur-Tille wird umgeben von Marey-sur-Tille und Foncegrive im Norden, von Selongey im Osten, von Is-sur-Tille im Süden und von Poiseul-lès-Saulx im Westen.

## Weblinks

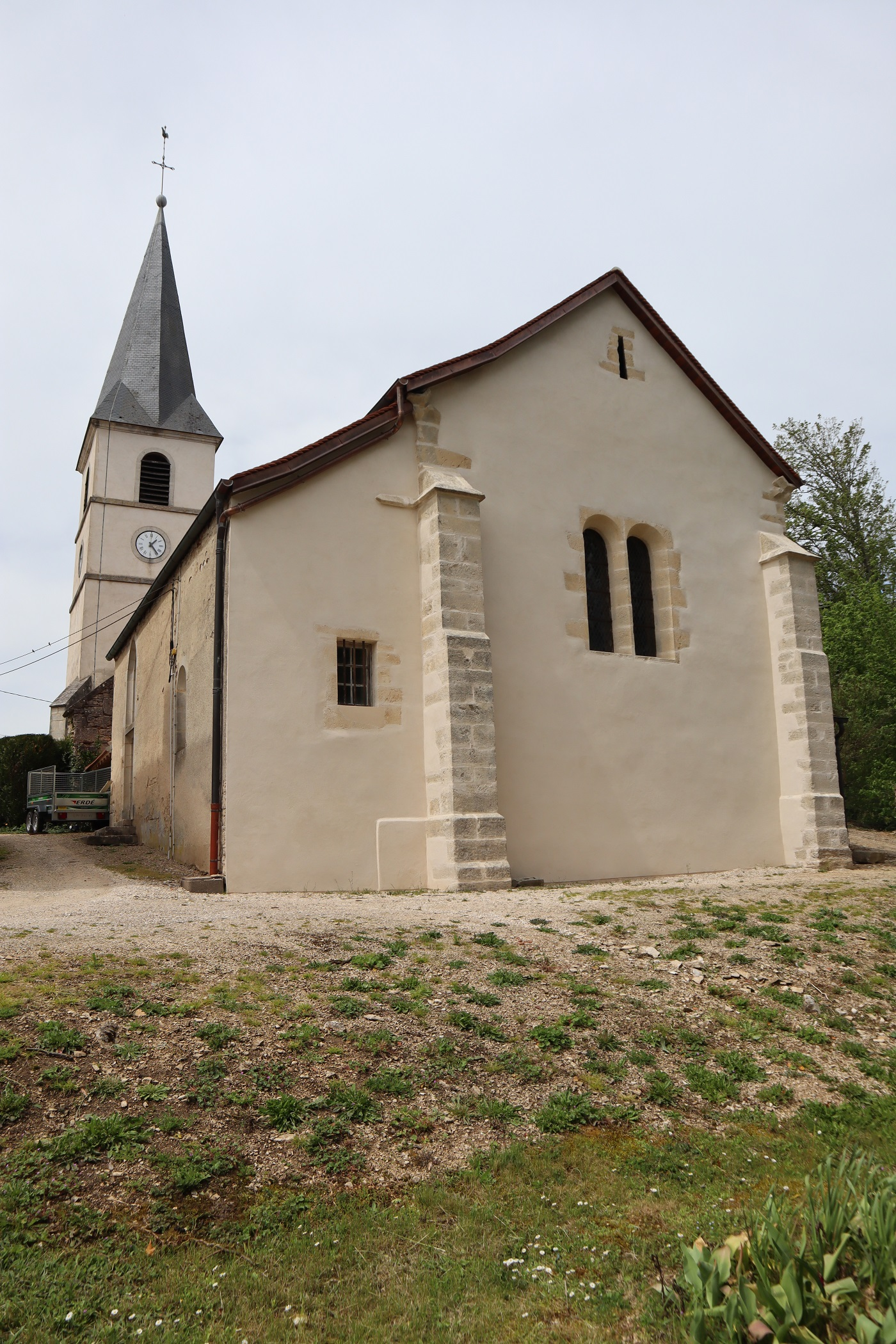
Kirche

## Bevölkerungsentwicklung
| Jahr                       | 1962 | 1968 | 1975 | 1982 | 1990 | 1999 | 2008 | 2012 | 2019 |
| Einwohner                  | 229  | 220  | 168  | 194  | 259  | 277  | 286  | 278  | 266  |
| Quellen: Cassini und INSEE |      |      |      |      |      |      |      |      |      |